# أدولف مينغوتي
أدولف مينغوتي (بالفرنسية: Adolphe Mengotti) اسمه الكامل: أدولفو "أدولف" مينغوتي أرنائث وُلد في 12 نوفمبر 1901 في بلد الوليد، إسبانيا – تُوفي عام 1984عن عمر يناهز 82 عاماً) كان لاعب كرة قدم سويسريًا، لعب في مركز خط الوسط شارك في الألعاب الأولمبية الصيفية 1924. ولعب في صفوف نادى سيرفيت لكرة القدم السويسري،ونادى ريال مدريد الإسباني. وكان ضمن المنتخب السويسري الأولمبي الذي فاز بـالميدالية الفضية في منافسات كرة القدم خلال دورة الألعاب الأولمبية لعام 1924. وكان يحمل الجنسية المزدوجة الإسبانية والسويسرية.

## المسيرة الكروية
بدأ أدولف مينغوتي مسيرته الاحترافية مع نادي ريال مدريد الإسباني، حيث لعب في صفوف الفريق في مركز لاعب وسط خلال الفترة الممتدة من يوليو 1919 حتى يونيو 1925 ويظهر ذلك في قوائم تشكيلة الفريق التي توثق مشاركاته في تلك الفترة. وبرز كلاعب وسط مميز، ساهم في تحقيق النجاحات للفريق خلال تلك الأعوام.
كما لعب أيضًا مع نادي سيرفيت جنيف السويسري، حيث أظهر أداءً مميزًا في دور لاعب وسط.

## المشاركات الدولية
شارك مينغوتي مع المنتخب السويسري في مباراة دولية واحدة فقط مع الفريق الأول خلال دورة الألعاب الأولمبية الصيفية 1924 حيث خاض اللقاء ضمن التشكيلة الأساسية دون تسجيل أهداف أو تلقي بطاقات. يُشار أحيانًا في بعض المصادر إلى أنه حصل على "قبعة شباب" واحدة، وهو مصطلح يُستخدم للإشارة إلى مشاركته في مباريات مع فرق الشباب أو المنتخبات تحت فئات عمرية معينة، لكن المشاركة الأولمبية تُعتبر ضمن مباريات الفريق الأول رسميًا ،وساهم في تتويج المنتخب السويسري بالميدالية الفضية في تلك الدورة.
ويشير تقرير نشرته صحيفة Le Temps إلى أن منتخب سويسرا وصل إلى نهائي مسابقة كرة القدم في أولمبياد باريس 1924، حيث خسر أمام منتخب الأوروغواي، ليُتوج بالميدالية الفضية، وهي أفضل نتيجة حققها المنتخب السويسري في تاريخه تحت إشراف المدرب الإنجليزي تيدي دوكوورث ويعتبر أفضل إنجاز لأنه قبل انطلاق دورة الألعاب الأولمبية الصيفية 1924 في باريس، كانت الثقة متواضعة لدى المنتخب السويسري بسبب قوة المنافسين ونظام خروج المغلوب. لذا، اختار الفريق حجز تذكرة جماعية قصيرة الصلاحية للسفر بأقل تكلفة. لكن الأداء المفاجئ والنجاحات المتتالية جعلت التذاكر لا تكفي، ما دفع الجمهور السويسري لدعم الفريق مادياً ومعنوياً بحماس كبير. وفي النهاية، وصل المنتخب إلى نهائي البطولة وخسر أمام الأوروغواي محققاً الميدالية الفضية.

## الإنجازات
- بطل سويسرا مع نادي سيرفيت في عامي 1922 و1925
- بطل إسبانيا مع نادي ريال مدريد بين عامي 1921 و1924
- بطل أوروبا عام 1924 (الألعاب الأولمبية في باريس)
- أُدرج أدولف مينغوتي أرنائث، لاعب وسط نادي سيرفيت خلال الفترة من 1921 إلى 1925، ضمن قائمة أساطير النادي على موقع super-servette.ch، ويضم الموقع ملفين تفصيليين عنه باللغتين الفرنسية والألمانية يوثِّقان مسيرته وإنجازاته مع الفريق،[12]

## وصلات خارجية
https://www.national-football-teams.com/player/39595/Adolphe_Mengotti.html